# سرگی موزیاکین
سرگی موزیاکین (روسی: Серге́й Вале́рьевич Мозя́кин؛ زادهٔ ۳۰ مارس ۱۹۸۱) بازیکن هاکی روی یخ اهل روسیه است.
وی همچنین برندهٔ جوایزی همچون نشان دوستی شده‌است.